# Víctor III
Víctor III, nom que prengué Dauferio de Fausi en accedir a la dignitat papal, (Benevent, 1026 – Roma, 16 de setembre de 1087) va ser Papa de l'Església Catòlica del 1086 al 1087.
Fill del príncep Landulf V de Benevent, als 13 anys va ingressar al monestir de Montecassino, i el 1059 va ser nomenat cardenal pel Papa Gregori VII, de qui va esdevenir un ferm aliat. Es diu que aquest, en el seu llit de mort, el va recomanar com a successor. Però segons altres fonts, Gregori VII es decantava oficiosament pel francès Odó de Lagery, futur Urbà II.
Va ser escollit Papa el 24 de maig de 1086, fet que el va molestar profundament, per la qual cosa va intentar endarrerir la seva consagració com a pontífex. És per aquesta raó que no va accedir realment al tron pontifici fins al 9 de maig de 1087. I quan ho va fer va abandonar Roma i es va retirar de nou a Montecassino. Aquest fet l'aprofità l'antipapa, Climent III, per tal d'augmentar el seu poder a Roma; per la qual cosa quan Víctor III va tornar-hi de nou (degut segons sembla a les pressions de la comtessa Matilde de Toscana) va haver de marxar-ne, després d'una breu estada, definitivament.
A l'agost va presidir un sínode a Benevent, en el qual va excombregar Climent III, va prohibir la llei de les investidures i va promoure una acció armada contra els musulmans del nord d'Àfrica, un precedent d'allò que, més tard, serien les croades.
Va caure malalt durant el desenvolupament del sínode i es va retirar a Montecassino on va morir el 16 de setembre de 1087. El seu successor va ser Urbà II.